# Chester Harriott
Chester Leroy Harriott (* 24. Februar 1933 in St. Thomas, Jamaika; † 4. Juli 2013) war ein britischer Pianist und Sänger, der in England als The Black Liberace in den 1950er-Jahren ein populärer Entertainer war.
Chester Harriott war Sohn eines medizinischen Assistenten; seine Mutter war Lehrerin. Er wuchs in Kingston auf; als seine Eltern zur Fortsetzung ihrer Studien in die Vereinigten Staaten zogen, lebte er mit seinen Geschwistern bei Verwandten. Bereits als Kind zeigte Chester die Begabung zum Pianisten und hatte Auftritte im Radio, was ihm ein Stipendium zur Ausbildung in London verschaffte. Ab 1950 studierte er am Trinity College of Music; der jamaikanische Bassist und Komödiant Arthur Bennett, der eine Nachtclub-Band leitete, vermittelte ihm erste Auftritte und unterrichtete ihn. Schon bald trat er als Cocktailpianist auf und bildete einen Musikkabarett-Stil heraus, der sich an den Entertainer Leslie Hutchinson anlehnte. Es folgten Clubauftritte mit dem jamaikanischen Sänger Noel Brown und mit dem Grenadier David Pitt im Mandrake Club in Soho und um 1953 im Lesbenclub Gateways mit Fats-Waller-Nummern. Im Sunset gastierte er mit seinem Landsmann Joe Harriott.
Nach Beendigung seines Studiums gründete er sein erstes Piano-Gesang-Duo – nach dem Vorbild der Gruppe Layton and Johnstone in der Zwischenkriegszeit, zunächst kurz mit dem Bariton John Porter, dann erfolgreich mit Vic Brown. Als Harriott and Evans arbeiteten sie mit den Harmonien mehrstimmigen Gesangs zu Harriotts Piano. In Paris traten sie auch mit Clifford Brown, Art Farmer und dem Lionel Hampton Orchestra auf; sie bewogen Quincy Jones, einige Arrangements für ihre Auftritte zu schreiben. Nach acht Jahren gemeinsamer Arbeit und einem Album, das in Sydney entstand, löste sich das Duo 1962 auf und Harriott begann eine Solokarriere. Nach fünf Jahren zog er nach Manchester, um für die TV-Station Granada Television zu arbeiten. Unter anderen trat er als Pianist in den 1980er-Jahren in den Fernsehserien Crossroads, Wiedersehen in Brideshead und Strangers auf. 1985 eröffnete er ein Restaurant namens Truffles, in dem er nachts selbst auftrat. Ein Gehirntumor beendete in den 1990er-Jahren seine Karriere.
Sein Sohn Ainsley Harriott (* 1957) ist in England ein bekannter Fernsehmoderator.